# Branko Strupar
Branko Strupar (Zagreb, Iugoslávia, 9 de fevereiro de 1970) é um futebolista da Bélgica que jogou na posição de avançado. 
Croata de origem e nascimento, adquiriu a cidadania belga ao casar-se com uma cidadã do país. Acabou chamado para a Eurocopa 2000 e a Copa do Mundo de 2002, as últimas competições da Seleção Belga.